# RP2040
El RP2040 és un circuit integrat microcontrolador de 32 bits i arquitectura ARM Cortex-M0+ i dissenyat per l'empresa Raspberry Pi. Forma part del circuit imprès anomenat Raspberry Pi Pico.
El seu successor és la sèrie RP2350.
Característiques principals:
- Tecnologia de fabricació en silici de 40nm. Encapsulat SMD tipus QFN de 56 pins i 7x7mm.
- Dos nuclis ARM Cortex-M0+ a 133MHz (es pot augmentar fins a 400MHz).
- Regulador de tensió intern LDO per alimentar el nucli.
- 2 PLL per a generar el rellotge al nucli i al USB.
- Memòria SRAM de 264KB en 6 bancs independents. No té memòria E2PROM. Tampoc no té memòria Flaix interna però es pot afegir a l'exterior.
- Controladors QSPI, DMA, AHB.
- 30 GPIO, 4 de les quals poden ser entrades analògiques.
- Perifèrics: 2 UART, 2 SPI, 2 I2C, 16 PWM, 1 USB versió 1.1

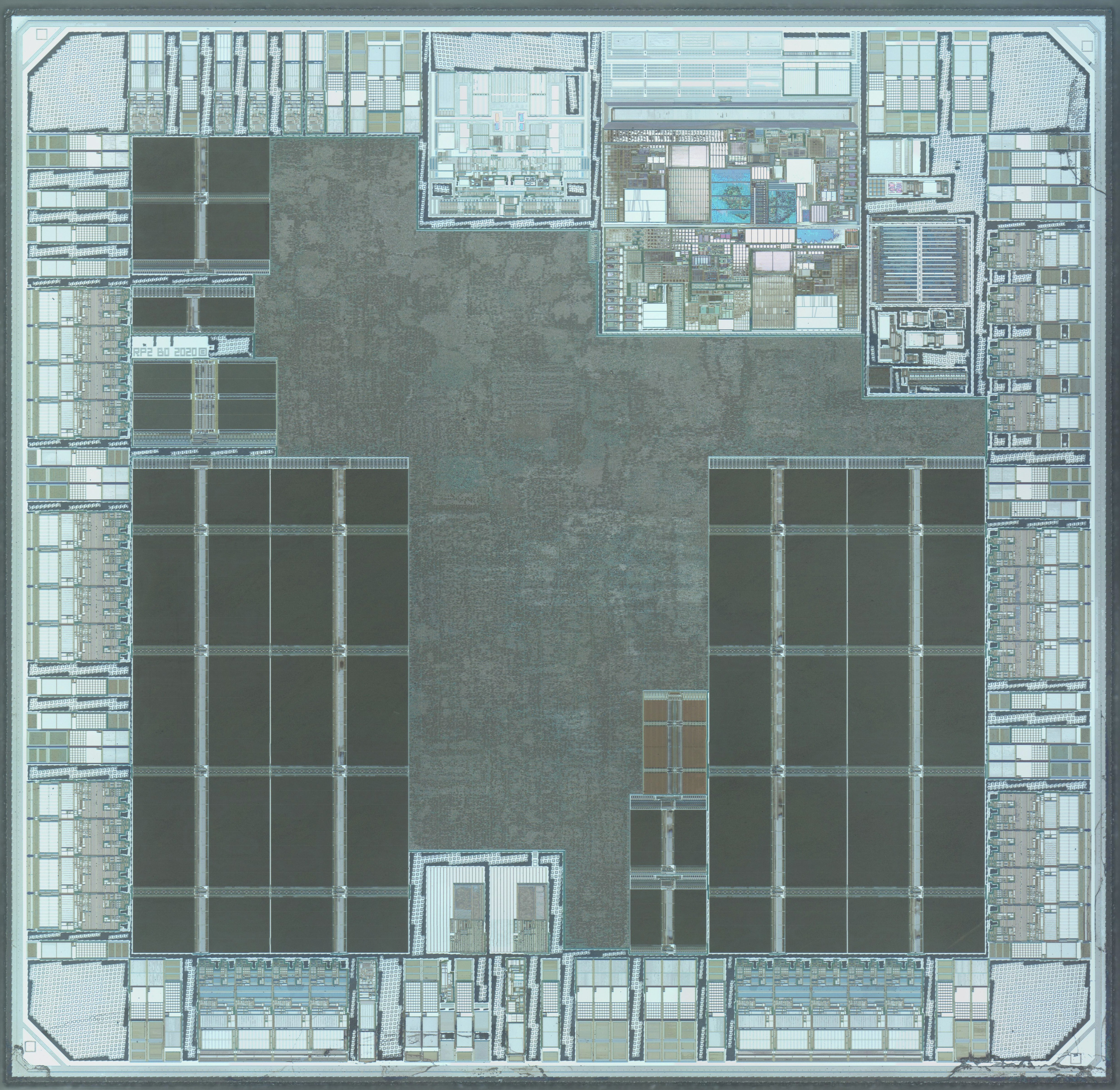
Imatge del Circuit Integrat sense encapsulart.

## Referències

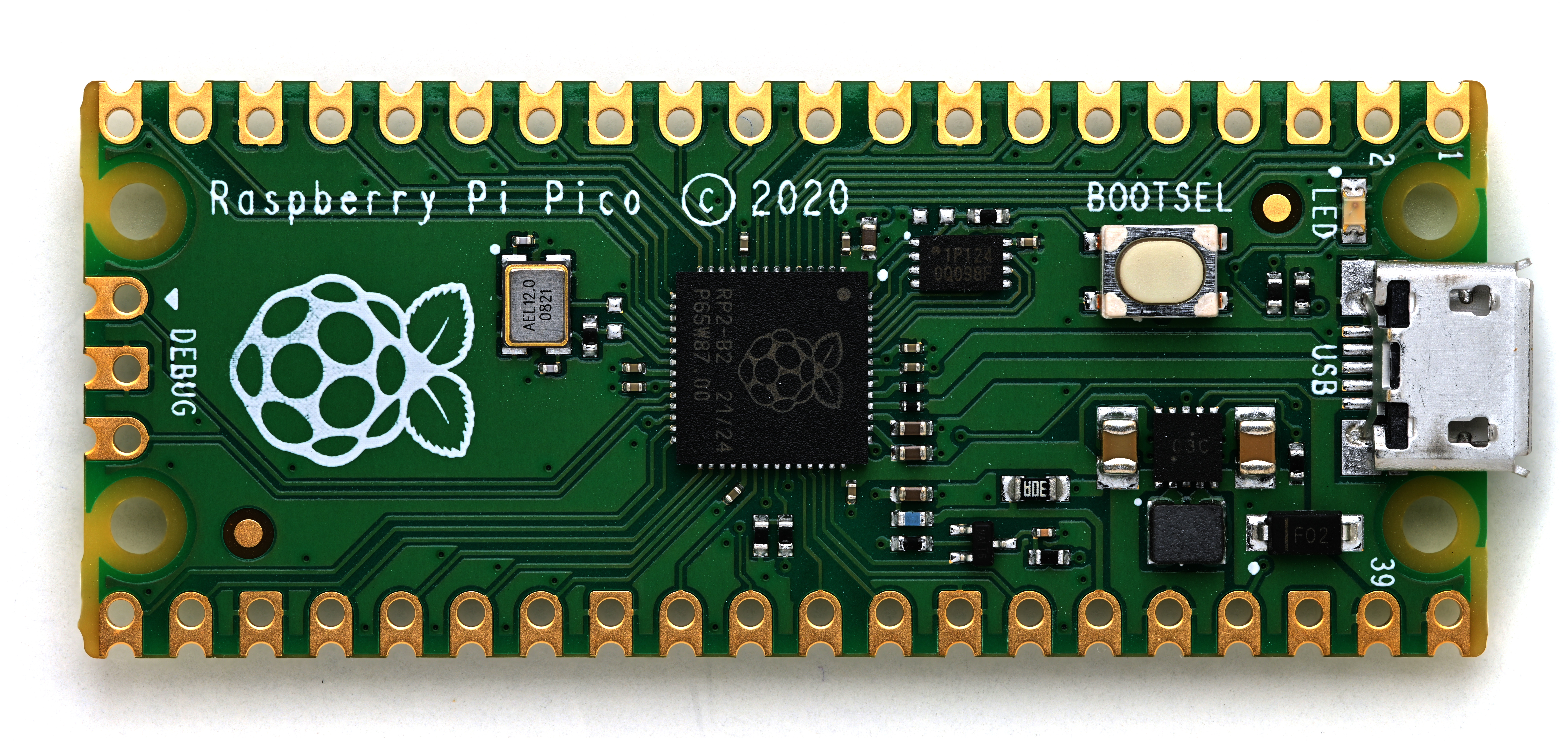
Raspberry Pi pico amb el RP2040